# Барков, Игнатий Ильич
Игнатий (Игорь) Ильич Барков (1898—1938) — прокурор и член тройки НКВД по Западно-Сибирскому краю.

## Биография
Родился в бедной крестьянской семье.
Получил начальное образование, окончив 3 класса церковно-приходского училища. С 1910 до 1914 батрак у кулаков, жил в деревне в семье родителей, помогал отцу обрабатывать землю.
С 1914 до марта 1916 работник военно-химического завода города Иващенково (ныне Чапаевск) и Самарского (Сергиевского) завода взрывчатых веществ. Работал на линии лакировки и заливки снарядов, из-за вредных газов на предприятии заболел и был уволен.
С 17 мая 1916 до марта 1918 служил в императорской армии, в Царицыне окончил учебную команду, проходя службу в 14-й роте 93-го запасного пехотного полка. В мае 1917 маршевым эшелоном был направлен на Юго-Западный фронт и зачислен в 4-й Самарский полк командиром взвода. Принял участие в Февральской революции, избран в солдатский комитет, назначался на должность командира роты и батальона. В марте 1918 демобилизовался и вернулся в своё село, где принял участие в создании волостных советов.
С октября 1918 являлся членом РКП(б), с 20 октября того же года до 1 сентября 1921 служил в Красной армии в качестве командира роты, политкома и командира батальона, и командира территориального полка. 14 сентября 1919 был тяжело ранен в ногу и после излечения отправлен в двухмесячный отпуск. Участвовал в боях против белоказаков и войск А. И. Деникина. В августе 1920 штабом Заволжского военного округа отправлен на обучение в Москву, где окончил высшие командные курсы Всевобуча. После обучения в течение двух месяцев направлен в распоряжение начальника 2-го самарского округа территориальных милицейских войск, стал заместителем командира 2-го Самарского полка, потом назначен начальником батальона округа территориальных милицейских войск с центром в Новоузенске. 10 июня 1921 назначен командиром этого полка. В августе 1921 уездным комитетом партии был назначен в командиром продовольственной экспедиции. Впоследствии принял участие в комиссии по борьбе с голодом в Поволжье. С 6 декабря 1921 до 17 марта 1922 заведующий (по другим данным временно исполняющий должность) отделом народного образования (ОНО) Пугачёвского уезда Самарской губернии.
С 17 марта до 20 октября того же года председатель Пугачёвского уездного бюро юстиции, председатель особого совещания работников юстиции по этому уезду. С 20 октября 1922 до 22 мая 1923 помощник прокурора Самарской губернии по Пугачёвскому уезду, член Пугачёвского уездного комитета РКП(б) и уездного исполнительного комитета. С мая 1923 до 25 мая 1925 помощник прокурора Самарской губернии по Бузулукскому уезду, член Бузулукского уездного комитета РКП(б) и уездного исполнительного комитета. С 25 мая 1925 до 1 октября 1926 помощник, а с апреля того же года заместитель прокурора Самарской губернии. С 1 октября 1926 до 15 июня 1928 председатель самарского губернского суда. Член пленума 1-го райкома ВКП(б) города Самары и член самарского губернского исполнительного комитета. С июня по декабрь 1928 уполномоченный Народного комиссариата юстиции РСФСР по организации судебных органов Средне-Волжской области в Самаре. В 1926 и 1927 был делегатом XV и XVI самарских губернских партийных конференций, оба раза избирался членом самарской губернской контрольных комиссий ВКП(б), с 1926 до 1928 также член президиума контрольной комиссии. С 15 декабря 1928 до 13 февраля 1931 старший помощник прокурора Северо-Кавказского края в городе Ростов-на-Дону, с 1929 до 1933 городского совета. Также с 1930 до 1931 член бюро коллектива ВКП(б) завода «Красный штамповщик». С 13 февраля 1931 до 28 января 1933 заместитель прокурора Северо-Кавказского края, заместитель прокурора Ростова-на-Дону, дополнительно с 1932 до 1933 член президиума городской контрольной комиссии. С 28 января до февраля 1938 работал прокурором Западно-Сибирского края (в дальнейшем — Новосибирской области), был членом тройки НКВД.
С февраля 1938 и до ареста вскоре числился заместителем управляющего трестом «Росглавмолоко». Арестован 28 марта 1938 в Новосибирске, сразу после заседания, где его исключили из партии.
«Обязанность моя заключалась в окарауливании Баркова, который со дня ареста и до последнего дня находился в кабинете Сыча и в камеру совершенно не отпускался. Я должен был дежурить около Баркова, когда Сыч уходил домой отдыхать. Меня сменяли Демиденко и другие. (…) Последние восемь-десять дней к Баркову был применён метод конвейерного допроса… он был почти лишён сна и питания. В день ему разрешалось есть не больше одной плюшки и одного стакана чая или молока. В связи с указанным режимом у Баркова ко дню его самоубийства сильно отекли ноги и он был обут в мелкие галоши. (…) Наша роль сводилась к тому, чтобы не давать Баркову засыпать…»
Не выдержав допросов, 28 апреля того же года выбросился с 4-го этажа из окна кабинета секретно-политического отдела управления НКВД по Новосибирской области. Посмертно реабилитирован 16 апреля 1956 и восстановлен в партии решением КПК при ЦК КПСС.

## Награды
- орден Трудового Красного Знамени (29.08.1937) — в связи с 15-летием Прокуратуры СССР

## Публикации
- Скоморохов П., Барков И. И. Прокуратура Западной Сибири в борьбе за социалистическую законность. 1934.[5]